# Aureum Chaos
Aureum Chaos ist eine chaotische Region im Margaritifer Sinus-Gradfeld des Planeten Mars.
Sie wurde nach einem Albedomerkmal benannt und misst 351 km im Durchmesser. Der Name wurde von Giovanni Schiaparelli, der auch „Vater des Mars“ genannt wurde, vergeben. Er benutzte „Aurea Cherso“, was übersetzt goldene Halbinsel heißt, der altertümliche Name für die Malaiische Halbinsel. Aureum ist auch das lateinische Wort für Gold.
In vielen Bereichen sind die Canyons etwas mehr als einen Kilometer tief, etwas mehr als die Hälfte der Tiefe des „irdischen“ Grand Canyons.
Allerdings hat Aureum Chaos etwa die Größe des Bundesstaates Alabama, ungefähr 20-mal so groß wie der Grand Canyon National Park. Es gibt große Kanäle, bei denen vermutet wird, dass sie Ausflüsse von Grundwasser waren. Die meisten der Kanäle fangen in chaotischem Terrain an, wo der Boden bereits zusammengebrochen ist. In diesen Bereichen sind auch Blöcke aus unzerstörtem Material zu sehen. Das OMEGA-Experiment auf der Raumsonde Mars Express zeigt verschiedene Schichtsilikate an verschiedenen Orten von Aureum Chaos. Um diese Tonminerale zu formen, müssen große Mengen von Wasser existiert haben.